# Palatia-katastrofen
MS Palatia var oprindelig et tysk skib, på 3979 bruttoton, bygget1928 i Lübeck og tilhørte rederiet Hamburg-Amerika Linien. I 1940 blev det solgt til Sovjetunionen og i sommeren 1941 lå det i Tallinn i Estland hvor det blev konfiskeret af den tyske krigsmarine. Skibet fik sit tidligere navn tilbage. 21. oktober 1942 blev skibet sænket udenfor Lindesnes af fire Hampden fra 489 Squadron RNZAF. Omkring 960 mennesker omkom, de fleste var sovjetiske krigsfanger, men også den norske lods omkom. Palatia-katastrofen betegnes som den næst største skibskatastrofe i Norge.

## Fangetransport fra Stettin til Ålesund
I oktober 1942 kom skibet til Kristiansand fra Stettin med 1000 sovjetiske krigsfanger som skulle transporteres videre til Ålesund. De skulle fangerne til bygging af tyske installationer og fæstningsværker. 132 tyske vagtsoldater var også ombord; skibet havde et mandskab på 34 inkluderet den norske los Johannes Sandvik fra Stavanger.
Skibet sejlede ud fra Kristiansand i en konvoj. DS Ostland og MS Palatia havde begge omtrent 1000 krigsfanger ombord, desuden var tankskibet Ostmor med, og 3 ubådsjagere skulle eskortere den lille konvoj, som eter planen også skulle have flystøtte. Allerede ud for Kristiansand grundstødte DS Ostland. En af følgebådene fik motorproblemer, og blev slæbt af en anden følgebåd tilbage til byen. Konvojen var dermed reduceret til to skibe, Palatia og en ubådsjager.

## Torpederingen
Det var en efterårsdag med regnvejr og et lavt skydække. Da bådene nærmede sig Lindesnes fyr blev der udløst flyvealarm ombord i Palatia. Fire fly fra RAF Coastal Command var på patrulje ved norskekysten. Et af flyene gik ned i 60 meters højde, og nedkastede en torpedo og gik hurtigt op i skydækket. Palatia blev ramt i skibssiden lige bag maskinrummet. I 25 minutter drev skibet i retning mod Lindesnes fyr før skibet gik ned med hækken først.
Krigsfanger og soldater fra Palatia forsøgte at redde sig i redningsbådene og på flåder og vraggods. Ubådsjageren samlede så mange op den kunne; der blev kastet tov ud til folkene i redningsbådene og på flåderne. De tyske soldater blev prioriteret først i redningen, fanger som forsøgte at trænge sig frem blev i nogle en tilfælde skudt. 233 mennesker blev reddet: 92 tyske vagtsoldater, 27 søfolk, inkluderet kaptajnen, og 114 sovjetfanger.
986 mennesker omkom; af dem var 915 sovjetiske krigsfanger, 70 tyskere (vagtsoldater og sømænd) samt den norske lods.
I dage og uger efter forliset drev der lig i land. Der var hektisk tysk virksomhed med opsamling og transport af ligene.

## Hemmeligholdt i krig og fred
Det blev den gang ikke skrevet et eneste ord i dagspressen om forliset af MS Palatia. Under krigen blev katastrofen fortiet af tyskerne; efter krigen blev den fortiet af Norge og de allierede. Selv ikke i bogværkerne som udkom omkring fredsjubilæet i 1995 blev MS Palatia og katastrofeforliset nævnt med et ord.
9 af de døde fanger som drev i land blev først nedgravet i en mose af det tyske rydningsmandskab. I 1945 blev de flyttet til Spangereid kirke beliggende mellem Vigeland og Lindesnes fyr.

## Mindesmærket i Lindesnes
Arne Vinje Gunnerud har lavet fredsmonumentet som er rejst i Lindesnes til minde om forliset. Monumentet er inspireret af spånfuglene som de sovjetiske krigsfanger lavede. Kong Harald afslørede monumentet den 21.september 1997 og sagde blandt andet at ulykkerne med MS Palatia og MS Rigel fortæller noget om de store ofre det sovjetiske folk havde under den 2. verdenskrig. Samme efterår blev skibsvraget lokaliseret og enkelte objekter blev taget op.
Vraget af MS Palatia er klassificeret som krigsgrav. Det betyder bl.a. at sportsdykkere skal holde sig på respektfuld afstand.